# 서정대학교
서정대학교(瑞靖大學校, Seojeong University)는 대한민국 경기도 양주시에 위치한 대한민국의 사립 전문대학이다.

## 연혁
2002년 11월 19일, 학교법인 서정학원의 김상우에 의하여 서정대학이 설립되었다. 이듬해인 2003년 3월 5일, 개교하였다. 전문대학 교명 규제 해제에 따라 2011년 12월 9일, 서정대학교로 교명을 변경하였다.
2025년, 개교 20주년을 맞이하였으며 2025년 현재 양영희가 총장직을 수행하고 있다.

## 교육편제
서정대학교는 건학이념인 "힘을 기르자"의 가치 아래, 인성교육, 신문화 창조교육, 직업교육을 교육 이념으로 설정하여 교육을 실시한다. 전문학사 학위 과정과 전문기술석사 과정이 편제되어 있다.
인문사회계열, 자연과학계열, 공학계열 등으로 3개 계열을 임의로 분류하고, 22개 전공 단위를 편제하고 있다. 단, 인문사회계열 전체 단위와 자연과학계열과 공학계열의 일부 과정을 대상으로 전공심화 과정을 운영하여 학사 학위를 수여하고 있다.
공학계열의 경우, 전문기술석사 과정으로 미래자동차과정을 편제하고 있다.

## 캠퍼스 풍경
서정대학교는 경기도 소재 사립 전문대학으로, 은현면에 캠퍼스가 위치한다. 캠퍼스 내 약 9개동의 건축물이 위치하고 있다. 캠퍼스 서부로 서정로가, 남부의 용암로를 통해 캠퍼스 내부로 접근이 가능하다.
캠퍼스 남부로 화합로를 통해 예원예술대학교와 인접하고 있다.